# Deux poèmes de Paul Verlaine
Deux poèmes de Paul Verlaine, opus 9 est un cycle de deux mélodies pour baryton et piano composé par Igor Stravinsky en 1910 et transcrit pour baryton et petit orchestre en 1951. D'une durée totale de cinq à six minutes, ces deux courtes pièces sont inspirées de Claude Debussy. Il s'agit de la première œuvre de Stravinsky sur un texte en français.
Les deux poèmes de Paul Verlaine mis en musique sont :
- La Lune blanche, extrait de La Bonne Chanson (1870)
- Un grand sommeil noir, extrait de Sagesse (1880)

## Composition
Après le succès de L'Oiseau de feu, au début de l'été 1910, Stravinsky se rend à La Baule, dans l'ouest de la France, avec sa femme enceinte pour se reposer un peu. Il y compose alors les Deux poèmes de Paul Verlaine avant de rejoindre la Suisse où son deuxième fils naîtra, à Lausanne.

## Poèmes
djd
| La lune blanche Luit dans les bois ; De chaque branche Part une voix Sous la ramée... Ô bien-aimée. L'étang reflète, Profond miroir, La silhouette Du saule noir Où le vent pleure... Rêvons, c'est l'heure. Un vaste et tendre Apaisement Semble descendre Du firmament Que l'astre irise... C'est l'heure exquise. | Un grand sommeil noir Tombe sur ma vie : Dormez, tout espoir, Dormez, toute envie ! Je ne vois plus rien, Je perds la mémoire Du mal et du bien… Ô la triste histoire ! Je suis un berceau Qu'une main balance Au creux d'un caveau : Silence, silence ! |

## Discographie
- Stravinsky a enregistré les Deux poèmes en 1966 avec le baryton Donald Gramm et le Columbia Symphony Orchestra, réédités dans l'intégrale de son œuvre chez Sony Classical.